# 랜디 파인
랜들 아담 파인(Randall Adam Fine, 1974년 4월 20일 ~ )는 미국의 정치인이다.

## 학력
- 하버드 대학교 인문사회 학사
- 하버드 대학교 경영학 석사

## 경력
- 2016.11 ~ 2022.11 제87·88·89대 플로리다 제53선거구 하원의원
- 2022.11 ~ 2024.11 제90대 플로리다 제33선거구 하원의원
- 2024.11 ~ 2025.03 제91대 플로리다 제19선거구 상원의원
- 2025.04 ~ 제119대 미국 플로리다 제6선거구 하원의원

## 역대 선거 결과
| 선거명        | 직책명                         | 대수  | 정당   | 득표율 | 득표수    | 결과 | 당락                     |
| ------------- | ------------------------------ | ----- | ------ | ------ | --------- | ---- | ------------------------ |
| 2016년 선거   | 하원의원 (플로리다 제53선거구) | 87대  | 공화당 | 56.88% | 46,768표  | 1위  | 플로리다 주의원 당선     |
| 2018년 선거   | 하원의원 (플로리다 제53선거구) | 88대  | 공화당 | 55.08% | 42,163표  | 1위  | 플로리다 주의원 당선     |
| 2020년 선거   | 하원의원 (플로리다 제53선거구) | 89대  | 공화당 | 55.52% | 55,938표  | 1위  | 플로리다 주의원 당선     |
| 2022년 선거   | 하원의원 (플로리다 제33선거구) | 90대  | 공화당 | 55.73% | 38,130표  | 1위  | 플로리다 주의원 당선     |
| 2024년 선거   | 상원의원 (플로리다 제19부)     | 91대  | 공화당 | 55.73% | 38,130표  | 1위  | 플로리다 주의원 당선     |
| 2025년 재선거 | 하원의원 (플로리다 제6선거구)  | 119대 | 공화당 | 56.68% | 110,980표 | 1위  | 플로리다주 하원의원 당선 |